# Dragan Pantelić
Dragan Pantelić (Lešnica, Loznica, Sèrbia, Iugoslàvia, 9 de desembre de 1951 - 20 d’octubre de 2021) fou un futbolista serbi.
Pel que fa a clubs, destacà a dos equips, el Radnički Niš, on jugà 433 cops marcant 24 gols, tot i ser porter, entre 1971-81 i 1988-89, i al Girondins de Bordeaux, on jugà 67 partits entre 1981 i 1983. També jugà 8 partits amb la selecció olímpica iugoslava i 19 amb l'absoluta, on marcà dos gols entre 1979 i 1982. També jugà quatre partits amb les seleccions amistoses del Món i Europa.
També fou entrenador del Radnički Niš, club del que l'any 1997 esdevingué president. L'any 2001 fou diputat a l'Assemblea Nacional de Sèrbia.